# Flexeiras
Flexeiras este un oraș în statul Alagoas (AL) din Brazilia.